# Henry Lloyd
Henry Lloyd, född 21 februari 1852 i Dorchester County, Maryland, död 30 december 1920 i Cambridge, Maryland, var en amerikansk demokratisk politiker. Han var guvernör i delstaten Maryland 1885–1888.
Farfadern Edward Lloyd hade varit Marylands guvernör 1809–1811. Henry Lloyd studerade juridik och inledde 1873 sin karriär som advokat i Cambridge i Maryland. Han var ledamot av Marylands senat 1882–1884, det sistnämnda året var han talman.
Guvernör Robert Milligan McLane avgick 1885 och efterträddes av Lloyd. Under sin ämbetsperiod som guvernör, i oktober 1886, gifte sig Lloyd med Mary Elizabeth Staplefort. År 1888 efterträddes Lloyd som guvernör av Elihu Emory Jackson. Anglikanen Lloyd avled 1920 och gravsattes på Christ Episcopal Church Cemetery i Cambridge.